# Hirtelen félelem
A Hirtelen félelem (eredeti cím: Sudden Fear) 1952-ben bemutatott amerikai film noir-thriller David Miller rendezésében. A forgatókönyvet Edna Sherry Sudden Fear című 1948-as regénye alapján Lenore J. Coffee és Robert Smith írta. A főbb szerepekben Joan Crawford, Jack Palance és Gloria Grahame látható. 

## Cselekmény
Myra Hudson sikeres Broadway-drámaíró, aki – miután nem tartja alkalmasnak a szerepre – kirúgatja a Lester Blaine színészt legújabb Broadway-darabjának főszerepéből. Később egy San Franciscóba induló vonaton ismét találkozik a férfival, akit új oldaláról ismer meg, és rövid ismerkedés után férjhez is megy hozzá.
Az esküvő után Lester megtudja, hogy Myra módosítani szeretné a végrendeletét és vagyonának nagy részét különböző alapítványokra kívánja hagyni. Ezért a férfi egy régi ismerősével és szeretőjével, Irene-nel közösen elhatározza, Myra meggyilkolásával tesz szert a nő vagyonára.
A véletlen folytán Myra azonban rájön a tervre, és saját tervet eszel ki a merénylet megakadályozására, valamint a bosszúra. Ez újabb bonyodalmakat szül, ráadásul Myra felismeri, nincs meg benne a kellő rosszindulat, hogy végrehajtsa tervét.
Eközben Lester is rájön Myra tervére és üldözőbe veszi a nőt az éjszakában. Csakhogy Lester végzetes hibát vét, amikor összetéveszti a sötétben a feleségét a szeretőjével, így utóbbit gázolja halálra. Myra szemtanúja lesz az eseményeknek, s amikor nyilvánvalóvá válik számára, hogy Lester és Irene a helyszínen életüket vesztették, megkönnyebbülten távozik.

## Szereplők
- Joan Crawford – Myra Hudson/Blaine
- Jack Palance – Lester Blaine
- Gloria Grahame – Irene Neves
- Bruce Bennett – Steve Kearney
- Virginia Huston – Ann Taylor
- Mike Connors – Junior Kearney

## Fogadtatás

### Kritikai visszhang
A The New York Times kritikusa, A. H. Weiler pozitívan értékelte az alkotást: „Joan Crawford megérdemli a dicséretet ezért az igazán profi alakításért...az egész produkció kiváló ízléssel állt fel, és fontos kiemelni, hogy a helyszín, ahol a legtöbb jelenet játszódik egy izgalmasan fotogenikus terület. David Miller rendező teljes mértékben kihasználta a város meredek utcáit és a panorámás kilátást. A fokozott jelenetekben az elsötétített lakásban, valamint a csapadékos sötét sikátorok és hátsó udvarok üldözős jeleneteiben, sikerült hiteles légkört teremtenie.”
Otis L. Guernsey Jr., a New York Herald Tribune kritikusa ugyancsak elismerően szólt a filmről: „Az egész helyzetet úgy tervezték, hogy Joan Crawford sokféleképpen reagálhasson az ördögi eseményekre – egyszerre tudta megmutatni a ragyogó tekintetű szerelmes nőt, átadni a szörnyű kiábrándulás érzetét, bemutatni a félelmet és a gyűlöletet, végül a hisztériát. Crawford kifejező arcjátékkal és erőteljes lélekjelenléttel bizonyította, hogy ő a legalkalmasabb színésznő a feladatra.”
1984-ben egy film noir történész, Spencer Selby megjegyezte: „A film kétségtelenül az egyik legelegánsabb és kifinomultabb noir film ebben a műfajban.”

### Díjak és jelölések
Crawford harmadik Oscar-jelölését szerezte meg a filmben nyújtott alakításáért, és ez volt az első alkalom, hogy örök riválisa, Bette Davis (The Star) ellen küzdött az elsőbbségért. Végül egyikük sem nyert, Shirley Booth vitte haza a díjat a Come Back, Little Sheba című filmért.
Oscar-díj
- jelölés – Legjobb női főszereplő (Joan Crawford)
- jelölés – Legjobb férfi mellékszereplő (Jack Palance)
- jelölés – Legjobb fényképezés /fekete-fehér/ (Charles Lang)
- jelölés – Legjobb jelmeztervezés /fekete-fehér/ (Sheila O'Brien)

Golden Globe-díj
- jelölés – Legjobb női főszereplő drámában (Joan Crawford)

Laurel-díj
- megnyert díj – Legjobb drámai színésznő főszerepben (Joan Crawford)

## Fordítás
- Ez a szócikk részben vagy egészben  a   Sudden Fear című angol Wikipédia-szócikk ezen változatának fordításán alapul.  Az eredeti cikk szerkesztőit annak laptörténete sorolja fel. Ez a jelzés csupán a megfogalmazás eredetét és a szerzői jogokat jelzi, nem szolgál a cikkben szereplő információk forrásmegjelöléseként.